# Lightspeed
Pour les articles homonymes, voir Lightspeed (homonymie).
Lightspeed  est un jeu vidéo de simulation de vol spatial conçu par Andy Hollis et Sandy Petersen et publié par MicroProse en 1990 sur IBM PC et Amiga. Le jeu se déroule dans un univers de science-fiction, dans lequel le joueur incarne un commandant d’un vaisseau spatial terrien, qui explore différentes galaxies. Au cours du voyage, il peut rencontrer de nombreuses races d’extraterrestres pacifiques avec lesquelles il peut faire du commerce, négocier ou signer des accords. Il rencontre également des extraterrestres hostiles, qu’il doit alors affronter avec l’armement et les intercepteurs disponibles dans son vaisseau. Le jeu a bénéficié d’une suite, Hyperspeed, publiée par MicroProse en 1991.

## Accueil
| Lightspeed               |      |       |
| Média                    | Pays | Notes |
| ACE                      | GB   | 75 %  |
| Computer and Video Games | GB   | 80 %  |
| Joystick                 | FR   | 76 %  |